# ウスクダラ
「ウスクダラ (Uska Dara (A Turkish Tale))」は、1953年にアーサー・キットが歌った楽曲。

## 概要
この歌は、ユスキュダル（イスタンブールの一部）へと旅していく女性とその秘書についての物語を歌ったトルコの民謡「キャーティビム (Kâtibim)」に基づいている。アーサー・キットは、1953年3月13日に、ニューヨーク市のマンハッタン・センター (Manhattan Center) で、アンリ・レネとその楽団の伴奏で、この曲を録音した。レコードは、アメリカ合衆国ではRCAビクター・レコードからカタログ番号20-5284として、イギリスではEMIのヒズ・マスターズ・ボイス (His Master's Voice) ・レーベルからカタログ番号 B 10573としてリリースされた。1953年に最初にリリースされた際、RCAビクター分のキットのレコードは、12万枚を売り上げた。その後、キットは1954年の映画『New Faces』の中でこの曲を歌い、キャバレーに出演する際にもこの曲を取り上げて、この曲を盛り上げる趣向としてベリーダンスを披露した。
ボニーMによる1978年のディスコ曲「怪僧ラスプーチン」は、「キャーティビム」の旋律の一部を曲に取り込んでおり、英語詞の最後のところに出てくる「Oh! those Turks」の箇所を模倣して「Oh! those Russians」と歌っている。

## 原曲の背景
オスマン帝国のスルタン（皇帝）マフムト2世は、歩兵部隊の再編をプロイセンの軍事顧問に任せていたが、海軍の一部はイギリスの専門家に任せていた。同様の西洋化志向から、スルタンは軍服を西洋風に改めるよう命じていた。
その跡を継いだアブデュルメジト1世は、暴力を用いることなく、父が始めた改革を推し進め、キャーティップ (Kâtip) と称された書記（下級役人）たちにも、服装を西洋化するよう命じた。イスタンブールの保守的な役人たちは、この措置を「異教徒の猿芝居」だと不平を言いながらも背広の上着を着るようになった。
クリミア戦争の最中、セリミエ兵舎 (Selimiye Barracks) の軍病院はイギリス軍専用となっていた。イギリス陸軍スコットランド旅団の隊員がキルト姿でいるのを見たイスタンブールの人々は、「donsuz asker（パンツをはかない兵士）」と、彼らのことを呼んだ。
あるイスタンブール市民は、セリミエ兵舎がユスキュダルへ通じる道路に面していたことから思いついて、役人たちを嘲るために、スコットランド旅団の軍楽行進曲をもとに、「Üsküdar’a giderken（ユスキュダルへ行く）」と題した歌を作った。
この曲は、後に映画化されゼキ・ミューレン (Zeki Müren) が主役を演じた。

## 日本語による歌唱
1954年8月、雪村いづみは「帰らざる河」のB面に「ウシュカ・ダラ」としてこの曲が収録された。この歌唱は、井田誠一の「訳詞」にる日本語のみの歌唱であるが、内容はトルコ語の原義からは離れている。
同年8月、江利チエミは「ウスクダラ」として、アーサー・キットと同様にトルコ語の歌唱や、語りの部分を組み込んだ構成をとる音羽たかしの詞により、この曲をシングルA面としてリリースした。江利盤は、日本では本家のアーサー・キット盤をしのぐヒットになった。また、1954年の『第5回NHK紅白歌合戦』では、江利によって本楽曲が歌唱された。
1976年10月、江利チエミは同じくキングレコード所属であったムーンライダーズとのセッションで、アレンジ版の「ウスクダラ」「イスタンブール・マンボ」「シシ・カバブ」などを新録したが、アルバム化は見送られた。ムーンライダーズは翌1977年のアルバム『イスタンブール・マンボ』に、独自に再アレンジした「ウスクダラ」「イスタンブール・マンボ」を収録している。
一方、お蔵入りとなった江利チエミとムーンライダーズのセッション音源は、1990年発売のコンピレーションアルバム『渡邊祐の発掘王 FUJIYAMA-POPS編』で「ウスクダラ」が収録され、初の音盤化となった。また、1997年に発売された音声多重カラオケ盤の『ゴールデンスターシリーズ/心にのこる愛唱歌 江利チエミvol.1』にも、アレンジ版の「ウスクダラ」「シシ・カバブ」が収録されている。